# Richard Masur
Richard Masur (New York, 20 november 1948) is een Amerikaans acteur. Masur speelt sinds midden jaren 70 gastrollen in televisieseries en films.
Tussen 1995 en 1999 was Masur president van de Screen Actors Guild.
Masur is getrouwd met voormalig producer Fredda Weiss.

## Filmografie
- All My Children televisieserie - Jesse Johnson (Afl. onbekend, 2006)
- Lovely by Surprise (2006) - Dave
- Palindromes (2004) - Steve Victor
- The Practice televisieserie - Dr. Daniel Taylor (Afl. M. Premie Unplugged, 2002)
- Felicity televisieserie - Dr. Auerbach (Afl., Moving On, 2001|Fire, 2001)
- *61 (televisiefilm, 2001) - Mily Kahn
- Family Law televisieserie - Judge Thomas Armstrong (3 afl., 2000)
- Noriega: God's Favorite (televisiefilm, 2000) - Mark
- Play It to the Bone (1999) - Artie
- Law & Order televisieserie - Judge Andrew Wolinsky (Afl., Justice, 1999)
- The Practice televisieserie - Asst. D.A. Ed Means (Afl., Ties That Bind, 1998)
- Significant Others televisieserie - Leonard Chasin (4 afl., 1998)
- Fire Down Below (1997) - Phil Pratt
- Multiplicity (1996) - Del King
- It Was Him or Us (televisiefilm, 1995) - Walter Pomeroy
- Dream On Adult XXX Producer (Afl., Am I Blue, 1995)
- Hiroshima (televisiefilm, 1995) - Gen. Leslie R. Groves
- The Face on the Milk Carton (televisiefilm, 1995) - Jonathan Sands
- Forget Paris (1995) - Craig
- My Brother's Keeper (televisiefilm, 1995) - Morley
- Picket Fences televisieserie - Ed Lawson (6 afl., 4 keer 1994, 2 keer 1995)
- The Patriots (1994) - Jeremy Pelman
- Search for Grace (televisiefilm, 1994) - Dr. Randolph
- My Girl 2 (1994) - Phil Sultenfuss
- Keys (televisiefilm, 1994) - Lowly Flowers
- Six Degrees of Separation (1993) - Dr. Fine
- L.A. Law televisieserie - Barry Glassman/Jay Ellison (3 afl., 1993)
- And the Band Played On (televisiefilm, 1993) - William W. Darrow, PhD
- The Man Without a Face (1993) - Prof. Carl Hartley
- Bound by Honor (1993) - Bibliothecaris gevangenis (Niet op aftiteling)
- Encino Man (1992) - Mr. Morgan
- Amazing Stories: Book Three (Video, 1992) - Trent Tinker (segment 'The Amazing Falsworth')
- The Story Lady (televisiefilm, 1991) - Norm Denton
- My Girl (1991) - Phil Sultenfuss
- Always Remember I Love You (televisiefilm, 1990) - Earl Monroe
- IT (televisiefilm, 1990) - Stanley 'Stan' Uris
- The Big One: The Great Los Angeles Earthquake (televisiefilm, 1990) - Kevin Conrad
- Lifestories televisieserie - Don Chapin (Afl., Don Chapin, 1990)
- Blossom (televisiefilm, 1990) - Terry
- Blossom televisieserie - Terry (Afl., Pilot, 1990)
- Yes, Virginia... (televisiefilm, 1990) - Rol onbekend
- Murphy Brown televisieserie - Ben (Afl., Fax or Fiction, 1990)
- Matlock televisieserie - Attorney David O'Malley (Afl., The Informer: Part 1 & 2, 1990)
- Flashback (1990) - Barry
- Out of Sight, Out of Mind (1990) - Dr. Meltzner
- Going Under (1990) - Defense Contractor
- Vietnam, Texas (1990) - Priest
- Cast the First Stone (televisiefilm, 1989) - Refson
- Settle the Score (televisiefilm, 1989) - Lincoln Whately
- Far from Home (1989) - Duckett
- Third Degree Burn (televisiefilm, 1989) - Clay Reynolds
- Higher Ground (televisiefilm, 1988) - McClain
- License to Drive (1988) - Mr. Anderson
- Hiroshima Maiden (televisiefilm, 1988) - Jim Bennett
- Shoot to Kill (1988) - Norman
- L.A. Law televisieserie - Robert Boland (Afl., Open Heart Perjury, 1988)
- thirtysomething televisieserie - Werner Breslow (Afl., Competition, 1988)
- Walker (1987) - Ephraim Squier
- Rent-a-Cop (1987) - Roger
- The Believers (1987) - Marty Wertheimer
- Roses Are for the Rich (televisiefilm, 1987) - Everett Corbett
- Bride of Boogedy (televisiefilm, 1987) - Carleton Davis
- Adam: His Song Continues (televisiefilm, 1986) - Jay Howell
- Heartburn (1986) - Arthur Siegel
- Mr. Boogedy (televisiefilm, 1986) - Carleton Davis
- Welcome Home (televisiefilm, 1986) - Rol onbekend
- The George McKenna Story (televisiefilm, 1986) - Ben Proctor
- When the Bough Breaks (televisiefilm, 1986) - Milo
- Head Office (1985) - Max Landsberger
- Wild Horses (televisiefilm, 1985) - Bob Bowne
- Amazing Stories televisieserie - Trent Tinker (Afl., The Amazing Falsworth, 1985)
- My Science Project (1985) - Police Detective Jack Nulty
- Embassy (televisiefilm, 1985) - Dennis Thorne
- The Mean Season (1985) - Bill Nolan
- Obsessed with a Married Woman (televisiefilm, 1985) - Ed Karasick
- The Burning Bed (televisiefilm, 1984) - Aryon Greydanus
- The Bounder (televisiefilm, 1984) - Charlie
- Flight 90: Disaster on the Potomac (televisiefilm, 1984) - Roger Olian
- Empire televisieserie - Jack Willow (Afl. onbekend, 1984)
- The Winter of Our Discontent (televisiefilm, 1983) - Danny
- Under Fire (1983) - Hub Kittle
- Adam (televisiefilm, 1983) - Jay Howell
- Nightmares (1983) - Steven Houston (segment 'Night of the Rat')
- Risky Business (1983) - Rutherford
- The Demon Murder Case (televisiefilm, 1983) - Anthony Marino
- An Invasion of Privacy (televisiefilm, 1983) - Dr. Harvey Cohen
- Cagney & Lacey televisieserie - Ralph Barbinski (Afl., I'll Be Home for Christmas, 1982)
- Money on the Side (televisiefilm, 1982) - Nelson Vernon
- The Thing (1982) - Clark
- I'm Dancing as Fast as I Can (1982) - Alex Newman
- Timerider: The Adventure of Lyle Swann (1982) - Claude Dorsett
- One Day at a Time televisieserie - David Kane (Afl., Chicago Rendezvous, 1975|Indianapolis Story, 1981)
- Fallen Angel (televisiefilm, 1981) - Howard Nichols
- East of Eden (Mini-serie, 1981) - Will Hamilton
- Heaven's Gate (1980) - Cully
- Happy Days televisieserie - Doug (Afl., Allison, 1980)
- Scavenger Hunt (1979) - Georgië Cruthers
- Hanover Street (1979) - 2nd Lt. Jerry Cimino
- Walking Through the Fire (televisiefilm, 1979) - Dr. Maitland
- Time Express televisieserie - Sam Loring (Afl., The Copy-Writer/Tigure Skater, 1979)
- Mr. Horn (televisiefilm, 1979) - Sheriff Ed Smalley
- Betrayal (televisiefilm, 1978) - Loren Plotkin
- Who'll Stop the Rain (1978) - Danskin
- The Many Loves of Arthur (televisiefilm, 1978) - Arthur Murdock
- Family televisieserie - Producer (Afl., Crossing Over, 1978)
- Semi-Tough (1977) - Phillip Hooper
- Rhoda televisieserie - Nick Lobo (7 afl., 1974, 3 keer 1975, 1976, 2 keer 1977)
- Bittersweet Love (1976) - Alex
- Having Babies (televisiefilm, 1976) - Max Duggin
- Hawaii Five-O televisieserie - Bink Avery (Afl., A Touch of Guilt, 1975)
- Whiffs (1975) - Lockyer's Aide
- Switch televisieserie - Wes Atwater (Afl., The Man Who Couldn't Lose, 1975)
- M*A*S*H televisieserie - Lt. 'Digger' Detweiler (Afl., The Late Captain Pierce, 1975)
- Hot L Baltimore televisieserie - Clifford Aines (Afl. onbekend, 1975)
- The Waltons televisieserie - Tom Povich (Afl., The System, 1974)
- Mary Tyler Moore televisieserie - Bob Larson (Afl., The Outsider, 1974)
- All in the Family televisieserie - George Bushmill (Afl., Gloria's Boyfriend, 1974)

- Biblioteca Nacional de España: XX1088644
- Bibliothèque nationale de France: cb14046134k (data)
- Gemeinsame Normdatei: 131614088
- International Standard Name Identifier: 0000 0000 5923 0071
- Library of Congress Control Number: n88051123
- Nationale Bibliotheek van Israël: 987007352848205171
- SNAC: w6t73ct4
- Système universitaire de documentation: 100857426
- Virtual International Authority File: 17424167
- WorldCat: E39PBJh8QvfhfTpRqrGmWtMQMP